# Dendrobium judithiae
Dendrobium judithiae  é uma espécie de orquídea epífita de hábito pendente e flores pequenas, que habita Sulawesi, a qual possivelmente pertence ao gênero Aporum.